# Odometria visual
Em engenharia robótica e visão computacional, odometria visual é o processo de determinar a posição e orientação de um robô por meio da análise das imagens de câmera associadas. Ele tem sido usado em uma ampla variedade de aplicações robóticas, como nos Mars Exploration Rovers.

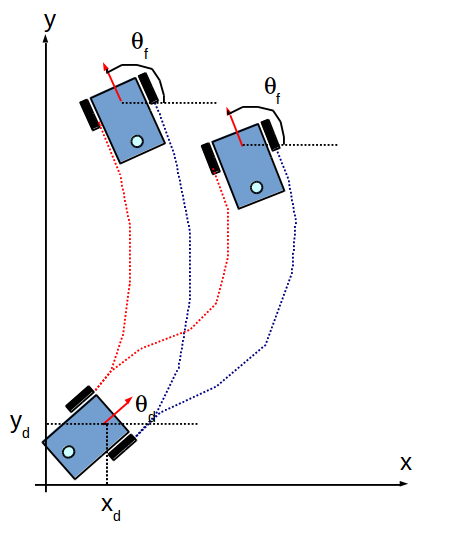
Odometria de robô.

O termo foi criado por David Nistér, Oleg Naroditsky e James Bergen. Uma aplicação importante da visão computacional é a navegação autônoma de veículos e robôs. Pontos são combinados entre pares de quadros de um vídeo e vinculados às trajetórias das imagens na taxa de quadros do vídeo. Pesadas estimativas do movimento da câmera são produzidas a partir do rastreamento dos pontos utilizando-se cálculos geométricos. Nenhum conhecimento prévio da cena nem do movimento é necessário. A odometria visual também pode ser usada em conjunto com informações de outras fontes, como GPS e sensores de inércia. Sistema que avalia o movimento de um robô ou carro com base na entrada de imagens de vídeo. Opera em tempo real com baixa latência e as estimativas de movimento são usadas para fins de navegação.
O uso eficaz de sensores de vídeo para detecção e navegação de obstáculos tem sido um objetivo na robótica de veículos autônomos. A visão binocular para detecção de obstáculos e estimativa de movimento de um veículo ou robô é um dos principais aspectos dessa técnica. Isso se relaciona intimamente com o que é conhecido na comunidade robótica como Localização e Mapeamento Simultâneo (LOMAS). Aplicações em tempo real, com visão binocular para detecção de obstáculos e rastreamento de marcadores de meio-fio ou sinalização horizontal de rodovias, tornaram-se de fácil implementação em computadores comuns. No entanto, funções de estimativa visual mais gerais permanecem difíceis de serem alcançadas dentro das restrições de velocidade e latência necessárias para as funções, em loop, de controle do veículo. Quando a detecção e o mapeamento de obstáculos são realizados usando entradas visuais, como, por exemplo, sistema binocular de câmeras, torna-se ainda mais natural usar a entrada visual também para estimar o movimento do veículo ou robô.

## Detecção de pontos
Em cada quadro do vídeo é aplicado o algoritmo de detecção de cantos e bordas de C. Harris e M. Stephens. Esse tipo de detecção de pontos demonstrou ser relativamente estável sob distorções de pequenas a moderadas. Como estão sendo usados os quadros de um vídeo, pode-se contar com distorções bem pequenas entre quadros consecutivos.

## Combinação de pontos
Pontos são detectados em todos os quadros do vídeo. Um ponto de uma imagem é combinado a todos os pontos da imagem seguinte, desde que, estejam a uma distância fixa em relação ao ponto da primeira imagem. Ou seja, todos os pontos que estão dentro de uma certa distância entre si são combinados.

## Estimativa robusta
O rastreamento da trajetória dos pontos é feito sem restrições geométricas. As faixas resultantes são então encaminhadas para a estimativa geométrica. Pode-se usar um sistema de vídeo monocular ou binocular como entrada de dados. Também há versões que realizam vídeo-mosaicos utilizando-se em grande parte da mesma metodologia.
A técnica de odometria visual consiste em inferir o posicionamento do robô por meio de imagens de uma ou mais câmeras.